# The Battle of Polytopia
The Battle of Polytopia är ett svenskutvecklat strategispel utvecklat av spelstudion Midjiwan. Spelaren spelar som en av 16 byar som denne sedan utvecklar till ett imperium. Spelet har uppdaterade veckovisa tabeller med högst poänggörande spelare samt onlineturneringar. Spelet vann pris i kategorin Excellence in Gameplay vid International Mobile Gaming Awards Global.